# Маршал Корейской народной армии
Маршал КНА (кор. 조선인민군 원수) — воинское звание в Корейской народной армии. Старше вице-маршала и младше маршала КНДР. За всю историю существования звания удостоились семь человек: соратники Ким Ир Сена по антияпонской партизанской борьбе Ли Ыль Соль, О Джин У и Чхве Кван, а также министр народных вооружённых сил КНДР Ким Ён Чхун, первый заместитель министра народных вооружённых сил Хён Чхоль Хэ, член Политбюро ЦК Трудовой партии Кореи Пак Чонг Чон (впоследствии он понижен до вице-маршала КНДР, но потом восстановлен в прежнем звании) и заместитель председателя Центральной военной комиссии Трудовой партии Кореи Ри Пён Чхоль.

### Хронология присвоения звания
- 20 апреля 1992 — О Джин У (1917—1995)
- 8 октября 1995 — Ли Ыль Соль (1921—2015)
- 8 октября 1995 — Чхве Кван (1918—1997)
- 14 апреля 2016 — Ким Ён Чхун (1935/36—2018)
- 14 апреля 2016 — Хён Чхоль Хэ (1934—2022)
- 5 октября 2020 — Ри Пён Чхоль (род. 1948)
- 5 октября 2020 — Пак Чонг Чон